# Лакташі (громада)
Лакташі (серб. Општина Лакташи) — боснійська громада, розташована в регіоні Баня-Лука Республіки Сербської. Адміністративним центром є місто Лакташі.